# Argyreia formosana
Argyreia formosana là một loài thực vật có hoa trong họ Bìm bìm. Loài này được Ishigami ex T. Yamazaki mô tả khoa học đầu tiên năm 1969.